# Theodore Bikel
Theodore Meir Bikel (født 2. maj 1924, død 21. juli 2015) var en østrigsk skuespiller, folkesanger og musiker. Han debuterede på film i Afrikas dronning (1951) og blev Oscar-nomineret for sin birolle som sherif Max Muller i Lænken (1958).

## Filmografi
- The African Queen (1951)
- Moulin Rouge (1952)
- Never Let Me Go (1953)
- The Little Kidnappers (1953)
- The Love Lottery (1954)
- Betrayed (1954) (ukreditert)
- The Divided Heart (1954)
- The Young Lovers (1954)
- The Colditz Story (1955)
- Above Us the Waves (1955)
- The Vintage (1957)
- The Pride and the Passion (1957)
- The Enemy Below (1957)
- Fräulein (1958)
- I Bury the Living (1958)
- The Defiant Ones (1958)
- I Want to Live! (1958)
- Woman Obsessed (1959)
- The Angry Hills (1959)
- A Dog of Flanders (1960)
- My Fair Lady (1964)
- Sands of the Kalahari (1965)
- The Russians Are Coming, the Russians Are Coming (1966)
- Sweet November (1968)
- My Side of the Mountain (1969)
- 200 Motels (1971)
- Victory at Entebbe (1976) (TV)
- Columbo: The Bye-Bye Sky High IQ Murder Case (1977) (TV)
- The Stingiest Man In Town (1978) (TV) (voice)
- The Return of the King (1980) (stemme)
- The Final Days (1989) (TV)
- Shattered (1991)
- Shadow Conspiracy (1996)
- Crime and Punishment (2002)